# Tiberis-sziget
Tiberis szigete (olaszul Isola Tiberina) a mai Tevere, egykori Tiberis folyó szigete Róma belvárosában.
Az ősrómai monda szerint a Tarquiniusok gabonájából támadt, melyet a nép sem visszaadni, sem megtartani nem akart, s azért a folyóba szórt.
Történetileg Kr. e. 291-ben kezd az építkezések terén szerepelni, hiszen ekkor épül rajta a görög Aszklépiosz temploma (Aedes Aesculapi), kinek szentélyéhez Epidauroszba a 293. évi pestis után hódoló követséget küldtek a rómaiak és szent képet kértek, ehelyett azonban egy kígyót kaptak, mely a hagyomány szerint erre a szigetre úszott.
Később az egész szigetet hajó alakjában travertínó kővel körülfalazták és egy obeliszket helyeztek rá.
Marcellus színháza felé a Pons Fabricius (most Ponte Quatrocampi) létesült, a másik oldalon a Pons Cestius (Gratiani) kötötte össze a parttal a szigetet, melynek ókori helyrajzi neve azért is: inter duos pontes.
Később Aesculapius temploma körül sok római istenségnek szentélyt emeltek, nevezetesen: Faunusnak (Kr. e. 195.), Iuppiternek és a vele kapcsolatos Veiovisnek (Kr. e. 194.), Tiberinusnak (a Tiberis folyó megszemélyesítése) és Semo Sancusnak (vagy Deus Fidius, aki Hercules és a herctum összeolvadásából keletkezett).
A középkorban igen sűrűn lakott területe volt a városnak. Déli részén 1000-ben felépült Szent Bertalan temploma, előtte pedig felállították a Colonna Infame nevű szégyenoszlopot.
Kórházat is alapítottak a szigeten, melyet a 16. századtól az Irgalmasok confraternitas vezetett. Fogklinikája ma is működik.

## Külső hivatkozások
- isolatiberina.it